# ۲۸۴ (قمری)
۲۸۴ (قمری)، دویست و هشتاد و چهارمین سال در گاهشماری هجری قمری است. اول محرم این سال برابر با دوازدهم فوریه سال ۸۹۷ میلادی است.

## وابسته
- ابوالفرج اصفهانی